# Анастасій (архієпископ Тиранський)
Архієпископ Анастасій (в миру Анастасіос Яннулатос, грец. Αναστάσιος Γιαννουλάτος, алб. Anastas Janullatos; 4 листопада 1929, Пірей, Греція — 25 січня 2025, Афіни) — предстоятель Православної церкви Албанії з титулом Блаженнійший архієпископ Тирани і всієї Албанії, Митрополит Тирано-Дуррессько-Ельбасанський. Богослов, місіонер.

## Біографія
Народився 4 листопада 1929 року в Піреї у благочестивій православній родині. З дитинства брав активну участь у церковному житті. В юності виявляв великий інтерес до математичних наук і збирався присвятити цьому своє життя, але з початком Другої світової війни його наміри змінилися.
У 1947 році вступив на богословський факультет Афінського університету і закінчив його з відзнакою у 1951 році.
Після закінчення університету два роки служив у армії, де вступив у братство «ZOE» (життя) — релігійну організацію, яка ставила за мету духовне оновлення життя Церкви Греції. Одним з основних його занять стала робота з грецькою молоддю. Він був одним із лідерів студентських рухів і працював у дитячих таборах, прагнучи, щоб у його юних підопічних православна віра набула конкретних і живих форм.
У 1958-1961 був генеральним секретарем міжнародного руху православної молоді «Синдесмос», у 1964—1978 — віцепрезидентом.
Після прийняття сану диякона в 1960 році, він заснував православний місіонерський центр «Porefthentes».
Висвячений на священника 24 травня 1964 року, після чого поїхав з місіонерськими цілями в Уганду, проте незабаром повернувся, захворівши на малярію.
У 1972 році єпископ спільно зі священником Антонієм Ромеосом заснував у Греції жіночий монастир в ім'я святого Івана Предтечі з місіонерською спрямованістю.
19 листопада 1972 року він був хіротонізований на єпископа Андрусського і призначений головою Відділу зовнішніх церковних місій Елладської Православної Церкви й залишався на цій посаді до 1982 року.

### Служіння в Африці
Патріарх Александрійський Микола VI запропонував єпископу Анастасію зайняти Східноафриканську митрополію. Єпископ погодився, ставши 23 жовтня 1981 тимчасово керуючим Східноафриканською митрополією, але продовжував свою діяльність в Афінському університеті та Апостоліки Діаконія.
Першою справою єпископа стало довершення і негайне відкриття духовної семінарії в Ріруті, закладеної її Архієпископом Макарієм III в 1971 році. Поруч із підготовкою кадрів, єпископ організував переклад служб на сім різних мов. Під його керівництвом було споруджено 67 нових церков і оновлено 25 існуючих. Займався будівництвом шкіл, дитячих садків, мобільних шпиталів і місіонерських пунктів.
У 1983—1986 роках — декан Богословського факультету Афінського університету.

### Предстоятель Албанської православної церкви

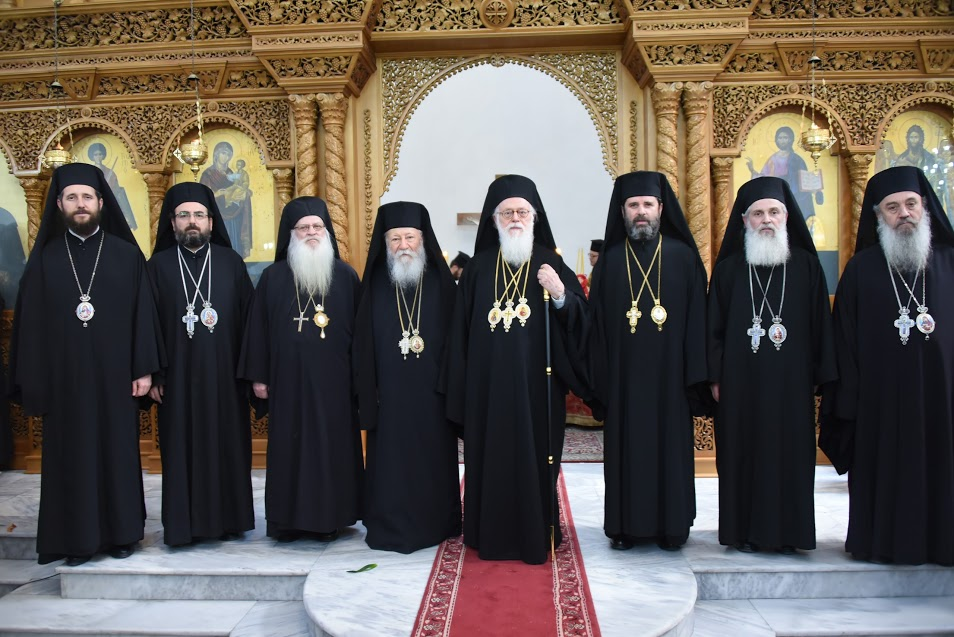
Архієпископ Анастасій із членами Синоду Албанської церкви

У січні 1991 року рішенням Вселенського патріарха Димитрія та Синоду Константинопольської православної церкви призначено патріаршим екзархом в Албанії. У завдання йому було поставлено початок переговорів із владою та збирання розрізненої православної пастви. Після багатомісячних протестів уряду Албанії, прибув 17 липня того ж року до столиці Албанії міста Тирани. У ході ознайомлювальної поїздки країною переконався у трагічному стані Православної Церкви: за роки гонінь було зруйновано 1608 храмів і монастирів, із 440 священників (на 1940 рік) залишилося 22. Для відродження управлінської структури Церкви Анастасій скликав 12 серпня того ж року загальний собор кліриків і мирян, у якому брало участь лише сорок п'ять осіб. Після вивчення ситуації, що склалася, була обрана Загальна церковна комісія з тринадцяти осіб.
5-8 червня 1992 року делегація Албанської церкви відвідала Константинополь і клопотала про обрання патріаршого екзарха як свого предстоятеля. 24 червня 1992 року Синодом Константинопольської церкви Анастасія обрано архієпископом Тиранським та всієї Албанії; чин інтронізації було здійснено 12 липня.
Влада Албанії тривалий час ставилася до нього негативно через його грецьке походження. Лише у грудні 2017 року, після 25 років перебування на чолі Албанської церкви, президент Албанії Ілір Мета надав йому албанське громадянство.
Активний учасник міжнародного християнського співтовариства: віцепрезидент Конференції європейських церков (2003—2009), президент Всесвітньої ради церков (2006—2013), почесний президент Всесвітньої конференції релігій за мир (з 2006).

## Нагороди
- Премія Афінагора з прав людини (США/Орден святого апостола Андрія, 2001)[7]
- Орден князя Ярослава Мудрого III ст. (Україна, 25 липня 2008) — за багаторічну плідну церковну діяльність на терені православ'я та з нагоди відзначення в Україні 1020-річчя хрещення Київської Русі[8]
- Орден князя Ярослава Мудрого I ст. (Україна, 27 липня 2013) — за визначну церковну діяльність, спрямовану на піднесення авторитету православ'я у світі, та з нагоди відзначення в Україні 1025-річчя хрещення Київської Русі[9]